# Jēkabpils (novads 2009–2021)
Jēkabpils (łot.: Jēkabpils novads) – jeden z łotewskich novadsów, funkcjonujący w latach 2009–2021.

## Historia
Novads powstało na terenach należących przed 2009 do rejonu Jēkabpils.
W skład novadsu wchodziło siedem pagastsów: Ābeļi, Dignāja, Dunava, Kalna, Leimaņi, Rubeņi i Zasa. Jego stolicą zostało miasto Jēkabpils, które nie należało do novadsu.
Zlikwidowany w ramach reformy administracyjnej 30 czerwca 2021. Wszedł w całości w skład nowego, większego novadsu Jēkabpils.